# Charlie Byrd
Charlie Byrd (16. září 1925 Chuckatuck, Virginie, USA – 2. prosince 1999 Annapolis, Maryland, USA) byl americký kytarista. Pocházel z hudební rodiny, jeho otec byl kytarista a on sám se na kytaru začal učit v deseti letech. Jeho bratr Joe Byrd byl kontrabasista. V roce 1942 začal studovat na Virginia Polytechnic Institute, ale v roce 1943 odešel do armády a bojoval za 2. světové války ve Francii. Když válka skončila, usadil se v New Yorku, kde studoval skládání a teorii jazzu. Za svůj největší vzor označoval Django Reinhardta. Během své kariéry spolupracoval s mnoha hudebníky, mezi které patří například Buck Clayton, Helen Merrill, Stan Getz a Herb Ellis. Na rozdíl od většiny jazzových hráčů při hře nepoužíval trsátko, ale hrál výhradně prsty.